# Roger Bozzetto
Pour les articles homonymes, voir Bozzetto.
Roger Bozzetto, né le 26 février 1937 à Cannes et mort le 20 mars 2024 à Aix-en-Provence, est un universitaire et critique littéraire français, spécialiste du fantastique et de la science-fiction.

## Biographie
Professeur de littérature générale et comparée à l'Université de Provence, spécialiste des littératures de l'imaginaire, Roger Bozzetto est, selon la journaliste Anne Gabriel, un des pionniers dans le domaine la recherche sur la science-fiction et le fantastique. « C’est, écrit-elle, à l’adolescence qu’il commence à s’y intéresser, notamment à la lecture de Fiction et de Satellite.
Professeur dans le secondaire ou d’école normale primaire, il accède progressivement à l’enseignement universitaire à partir du début des années 1970. Universitaire tardif, longtemps isolé dans le champ académique, il soutient sa thèse, Deux genres des littératures de l'imaginaire : la science-fiction, le fantastique, en 1988, à l’âge de 51 ans. Chercheur hybride à mi-chemin entre le fandom et l’université, il ne voit pas de raison de traiter différemment science-fiction et littérature, mais il fait bien la distinction entre la science-fiction ancienne et la suivante, et la manière de les analyser. »
Dickien, Roger Bozzetto, s’intéresse d’un côté à ce qu’il appelle la « nouvelle vague » de la science-fiction francophone : principalement aux œuvres de Michel Jeury, d’Élisabeth Vonarburg, de Serge Brussolo, Jean-Claude Dunyach, Laurent Genefort… Et de l’autre, il suit avec intérêt les recherches universitaires de Marc Angenot, Richard Saint-Gelais, Irène Langlet… Il rappelle notamment qu’il est « indispensable de mettre en relation toute histoire littéraire de la science-fiction avec une histoire littéraire plus générale ».
Outre sa thèse, publiée sous le titre l’Obscur Objet d’un savoir (1992), on doit à Roger Bozzetto plusieurs études critiques et la préface à l’édition 2009 de la Cité des asphyxiés de Régis Messac, qu’il présente comme « un livre inclassable qui joue avec les codes des utopies, de l’anticipation, des dystopies, des merveilles techniques, des fins du monde. » La Cité des asphyxiés, comme Quinzinzinzili et d’autres romans de Messac, ajoute Roger Bozzetto dans un article publié dans la revue Europe (n° 997, mai 2012) « développent des images du futur, parmi les plus vraisemblables  et les plus poétiques ».
Roger Bozzetto est membre du CERLI. Il meurt à Aix-en-Provence  le 20 mars 2024,.

## Publications

### Ouvrages
- L'Obscur Objet d'un savoir : fantastique et science-fiction, deux littératures de l'imaginaire, Publications de l'Université de Provence, 1992.
- Territoires des fantastiques : des romans gothiques aux récits d'horreur moderne, Publications de l'Université de Provence, 1998.
- Du fantastique iconique : pour une approche des effets du fantastique en peinture, E.C., 2001.
- Le Fantastique dans tous ses états, Aix-en-Provence, Publications de l'Université de Provence, coll. « Regards sur le fantastique », 2001, 247 p. (ISBN 2-85399-495-3, lire en ligne).
- Les Frontières du fantastique : approches de l'impensable en littérature, avec Arnaud Huftier, Presses universitaires de Valenciennes, coll. « Parcours », 2004.
- Passages des fantastiques : des imaginaires à l'inimaginable, Publications de l'Université de Provence, 2005.
- La Science-fiction, « 128 », A. Colin, 2007.
- Fantastique et mythologies modernes, Publications de l'Université de Provence, 2007.
- Les Univers des fantastiques. Dérives et hybridations, Publications de l'Université de Provence, 2011[7].
- Mondes fantastiques et réalités de l'imaginaire, Publications de l'Université de Provence, 2014[8].

### Éditions et présentations (en collaboration)
- Le Portier des Chartreux : histoire de Dom Bougre écrite par lui-même, Actes Sud, coll. « Babel », 1993.
- Philip K. Dick, Aurore sur un jardin de palmes, Presses de la Cité, coll. « Omnibus », 1994.
- Guy de Maupassant, Les Horlas, Actes Sud, coll. « Babel », 1995.
- Vampires : Dracula et les siens, Presses de la Cité, coll. « Omnibus », 1997.
- Dictionnaire des mythes du fantastique, Pulim, 2003.
- Colloque de Cerisy 2003 : Les Nouvelles Formes de la science-fiction, Bragelonne, 2006.